# 塔爾尼克
13°40′N 89°24′W / 13.667°N 89.400°W
塔爾尼克（西班牙語：Talnique），是薩爾瓦多的城鎮，位於該國中西部，由拉利伯塔德省負責管轄，面積29.72平方公里，海拔高度884米，2007年人口8,254，人口密度每平方公里277.73人。